# Dynamika (muzyka)
Dynamika (gr. dynamikós oznaczające: posiadający siłę) – jeden z elementów dzieła muzycznego, określający siłę dźwięku.
Większość instrumentów muzycznych cechuje się możliwościami wydobycia dźwięków o zróżnicowanej głośności.
Wyróżnia się dwa zasadnicze odcienie dynamiczne:
- f (forte) – głośno;
- p (piano) – cicho.

Oba odcienie występują w kilku stopniach natężenia:
| Nazwa włoska                        | Oznaczenie | Znaczenie            |
| ----------------------------------- | ---------- | -------------------- |
| fortississimo, fortissimo possibile | fff        | możliwie najgłośniej |
| fortissimo                          | ff         | bardzo głośno        |
| forte                               | f          | głośno               |
| mezzo forte                         | mf         | średnio głośno       |
| mezzo piano                         | mp         | średnio cicho        |
| piano                               | p          | cicho                |
| pianissimo                          | pp         | bardzo cicho         |
| pianississimo, pianissimo possibile | ppp        | możliwie najciszej   |
| (quasi) niente                      | n          | (prawie) bezgłośnie  |

Pomiędzy mf i mp występuje tylko niewielka różnica głośności.
Dobór natężenia dźwięku w dużej mierze zależy od interpretacji i od umiejętności technicznych. Na przykład kontrastowanie pomiędzy pp i ppp wymaga dobrego opanowania instrumentu i jest niezwykle trudne dla początkujących instrumentalistów. Podobnie wydobycie fff wymaga często użycia znacznej siły, ale przy zachowaniu nadal mieszczącej się w granicach percepcji muzycznej barwy dźwięku.

## Zmiany dynamiczne
Cały utwór może być skomponowany w tym samym odcieniu dynamicznym lub dynamika może być zmienna w czasie. Zmiany dynamiczne mogą być raptowne lub następować stopniowo. Oznaczane są graficznie lub słownie:
- crescendo (cresc.) - stopniowy wzrost dynamiki dźwięku;
- più forte (più f) - głośniej;
- diminuendo (lub decrescendo) (dim. lub decresc.) - stopniowy spadek dynamiki;
- più piano (più p) - ciszej;
- al niente - spadek dynamiki aż do zaniku dźwięku;

Nagłe zmiany dynamiczne, często ograniczające się do jednej nuty, zaznaczane są akcentem, wyrażanym graficznie lub słownie, np.:
- subito forte (sf) - nagle głośno;
- sforzato, sforzando (sfz) - akcentując;
- subito piano (sp) - nagle cicho.

## Inne określenia
Istnieje ponadto wiele określeń, odnoszących się do bliższego wyrażania siły brzmienia, np.:
| Nazwa włoska       | Znaczenie                                                                          |
| ------------------ | ---------------------------------------------------------------------------------- |
| accentuato         | zaznaczając, akcentując                                                            |
| agitato            | burzliwie                                                                          |
| con forza          | z siłą                                                                             |
| con fuoco          | ogniście, z temperamentem                                                          |
| con tutta la forza | z całą siłą                                                                        |
| marcato            | zaznaczając, akcentując                                                            |
| mezza voce         | półgłosem                                                                          |
| non troppo         | nie zanadto                                                                        |
| più                | więcej, bardziej (np. più forte)                                                   |
| simile             | w ten sam sposób                                                                   |
| sotto voce         | półgłosem                                                                          |
| súbito             | nagle (np. súbito forte)                                                           |
| tutti              | wszyscy                                                                            |
| una corda          | na jednej strunie (na fortepianie oznacza użycie lewego pedału, a więc grę piano). |